# Clara Luquero
Clara Isabel Luquero de Nicolás (Santiuste de San Juan Bautista, 12 de julio de 1957) es una política española, fue alcaldesa de Segovia desde abril de 2014, tras la dimisión de Pedro Arahuetes, hasta mayo de 2022 cuando dimitió por motivos personales, siendo sustituida por Clara Martín.

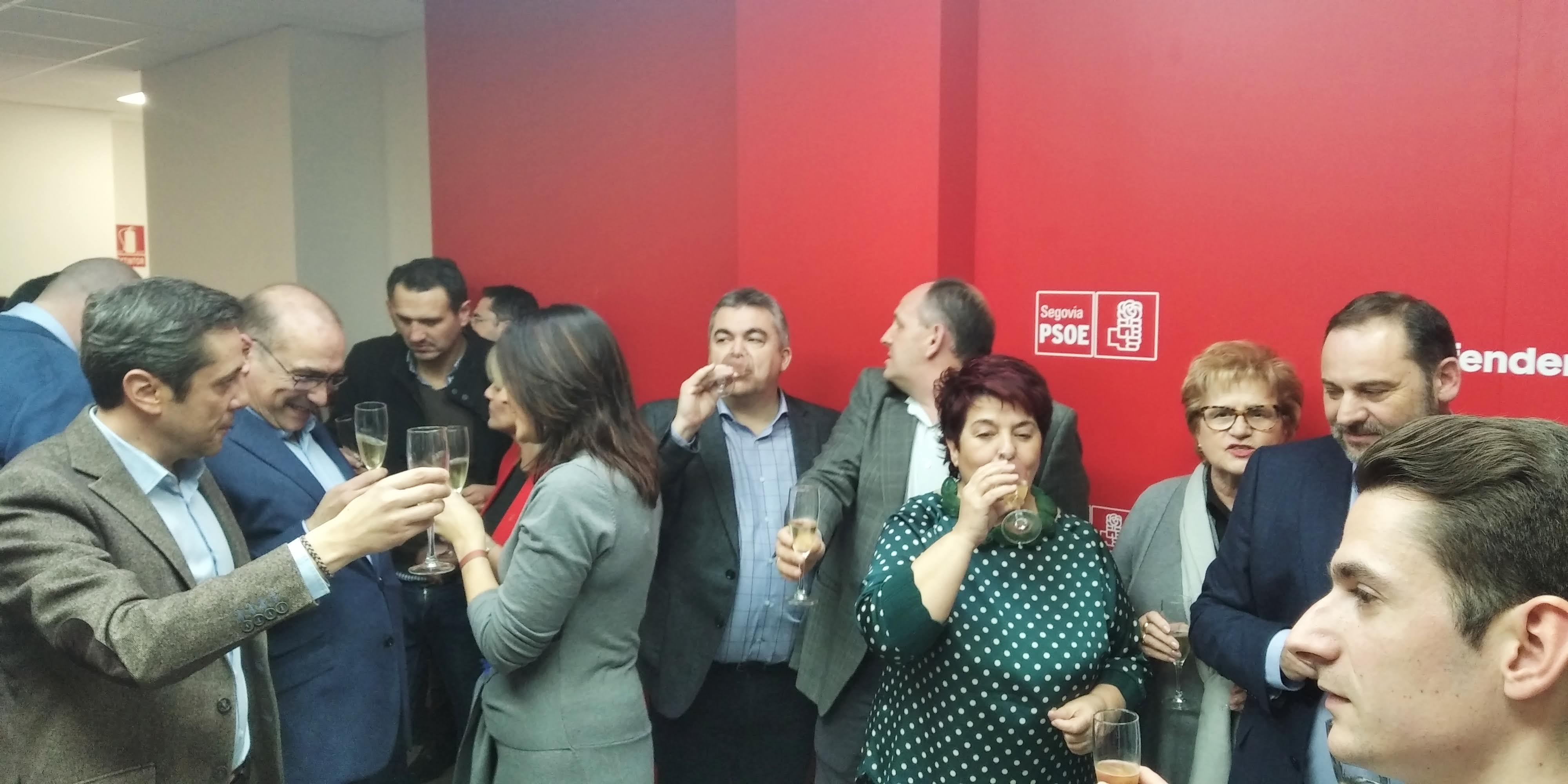
Clara Luquero en enero de 2020 durante la inauguración de una nueva sede del PSOE en Segovia

## Biografía
Licenciada en Geografía e Historia por la Universidad Autónoma de Madrid. Fue elegida concejal del PSOE en el Ayuntamiento de Segovia en 2003, año en que asumió la concejalía de Cultura y Turismo y ejerció como teniente de alcalde. Fue diputada en el Congreso de los Diputados en su ix legislatura, en sustitución de Óscar López Águeda.
Tras asumir la alcaldía de Segovia, en sustitución de Pedro Arahuetes por el plazo de algo más de un año, se presentó en las elecciones municipales de 2015. La lista que encabezaba obtuvo doce de los veinticinco concejales de la ciudad, Ello le permitió ser investida de nuevo alcaldesa, el 13 de junio de 2015, con los votos de su partido.
En las elecciones municipales de 2019 logró revalidar su cargo contando con mayoría absoluta, gracias al apoyo de Izquierda Unida, Unidas Podemos y Equo.
Dimitió como alcaldesa el 6 de mayo de 2022 por motivos personales y fue sucedida por Clara Martín, concejal del PSOE.

## Gobierno
Durante su mandato continuó los proyectos del anterior alcalde sin iniciar ninguno nuevo relevante. También siguió con la alta inversión en cultura de su época como concejala del mismo área, destacando Titirimundi, Festival de Música Diversa, Festival Vete al frescoy Hay Festival,a pesar de la disminución de financiación de la Junta de Castilla y León. 
A finales de su gobierno se vio comprometida por el presunto caso de corrupción Caso Trípode, donde se investigó a la concejalía de cultura por irregularidades en los contratos menores de la gestión de la Sala Ex-presa. Esta investigación forzó la dimisión de la concejala Gina Aguiar al tratarse de una contratación menor a un familiar y sin concurso. 
A principios de  mayo de 2022, anuncia que deja la alcaldía "para jubilarse" y confía el puesto a Clara Martín, concejala de Urbanismo. Haciéndose la dimisión efectiva el 27 de mayo en sesión ordinaria.